# Los chicos con las chicas
Los chicos con las chicas és una pel·lícula musical espanyola dirigida per Javier Aguirre el 1967, el seu primer llargmetratge. El llargmetratge va ser realitzat com a vehicle de promoció del grup de música pop Los Bravos, llavors en el cim del seu popularitat. Presa prestat el seu títol d'una de les cançons més conegudes del grup.

## Argument
Los Bravos (Mike, Pablo, Tony, Manolo y Miguel) han decidit prendre's unes vacances i s'aparten a un retirat refugi de muntanya. Prop d'allí, en un col·legi de senyoretes, les joves alumnes cremen en desitjos de conèixer els seus ídols. L'estricta disciplina i rectitud del centre ràpid es veurà alterada amb l'aparició de les estrelles de la cançó. Mike s'enamora d'una de les noies, Elisa, i aconsegueix introduir-se en el col·legi com a professor de música. Els esforços dels seus companys per treure a Mike d'allí són inutiles, ja que l'entrada als altres homes està vedada.

## Repartiment
- Mike Kennedy: ell mateix
- Pablo Sanllehi: ell mateix
- Tony Martínez: ell mateix
- Miguel Vicens: ell mateix
- Manolo Fernández: ell mateix
- Enriqueta Carballeira: Elisa
- Manolo Gómez Bur: Don Hilario
- Guadalupe Muñoz Sampedro: Doña Felicia
- María Luisa Ponte: Srta. Sarmiento
- Lola Gaos: Doña Arsenia
- Luis Sánchez Polack: Lorenzo, bidell
- Laly Soldevila: Srta. Enriqueta
- Irán Eory: Marta
- Rafaela Aparicio: Petra
- José Luis Coll: Pierre
- Conchita Goyanes: Matilde
- Pilar Velázquez: Menchu
- Conchita Rabla: Paula
- Gabriel Llopart
- Joaquín Roa: Pare de Marta
- Elisa Méndez

## Influències
El gran èxit dels dos films protagonitzats per The Beatles i dirigits per Richard Lester van provocar que la fórmula musical ye-ye s'imités a Espanya.